# Liste von Söhnen und Töchtern der Stadt Cardiff
Die folgende Liste enthält die in Cardiff geborenen Persönlichkeiten, chronologisch aufgelistet nach dem Geburtsjahr. Ob die Personen ihren späteren Wirkungskreis in Cardiff hatten oder nicht, ist dabei unerheblich. Viele sind im Laufe ihres Lebens von Cardiff weggezogen und andernorts bekannt geworden. Die Liste erhebt keinen Anspruch auf Vollständigkeit.

## In Cardiff geborene Persönlichkeiten

### 19. Jahrhundert

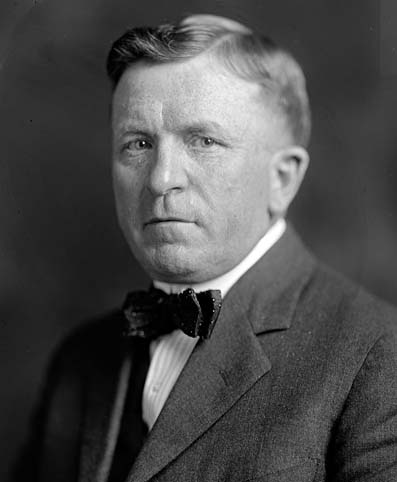
D. W. Davis
(1873–1959)

- Edward Moore (1835–1916), Altphilologe, Romanist und Italianist
- William Goscombe John (1860–1952), Bildhauer und Medailleur
- Clara Novello Davies (1861–1943), Gesangslehrerin und Chorleiterin
- Ormonde Maddock Dalton (1866–1945), Archäologe und Kurator
- D. W. Davis (1873–1959), Politiker
- Philip Turnbull (1879–1930), Hockeyspieler
- Eleanor Vachell (1879–1948), Botanikerin
- Jim Driscoll (1880–1925), Boxer im Federergewicht
- Thomas Lewis (1881–1945), Kardiologe
- Edward V. Robertson (1881–1963), Politiker
- Frank Powell (1883–1946), Fußballspieler und -trainer
- Paul Radmilovic (1886–1968), Wasserballspieler und Schwimmer
- Bertrand Turnbull (1887–1943), Hockeyspieler
- David Jacobs (1888–1976), Leichtathlet
- Howard Spring (1889–1965), Schriftsteller und Journalist
- Ivor Novello (1893–1951), Entertainer
- Ernest Basil Verney (1894–1967), Pharmakologe und Physiologe
- Martyn Lloyd-Jones (1899–1981), Evangelist, Prediger und Autor

### 20. Jahrhundert

#### 1901 bis 1940

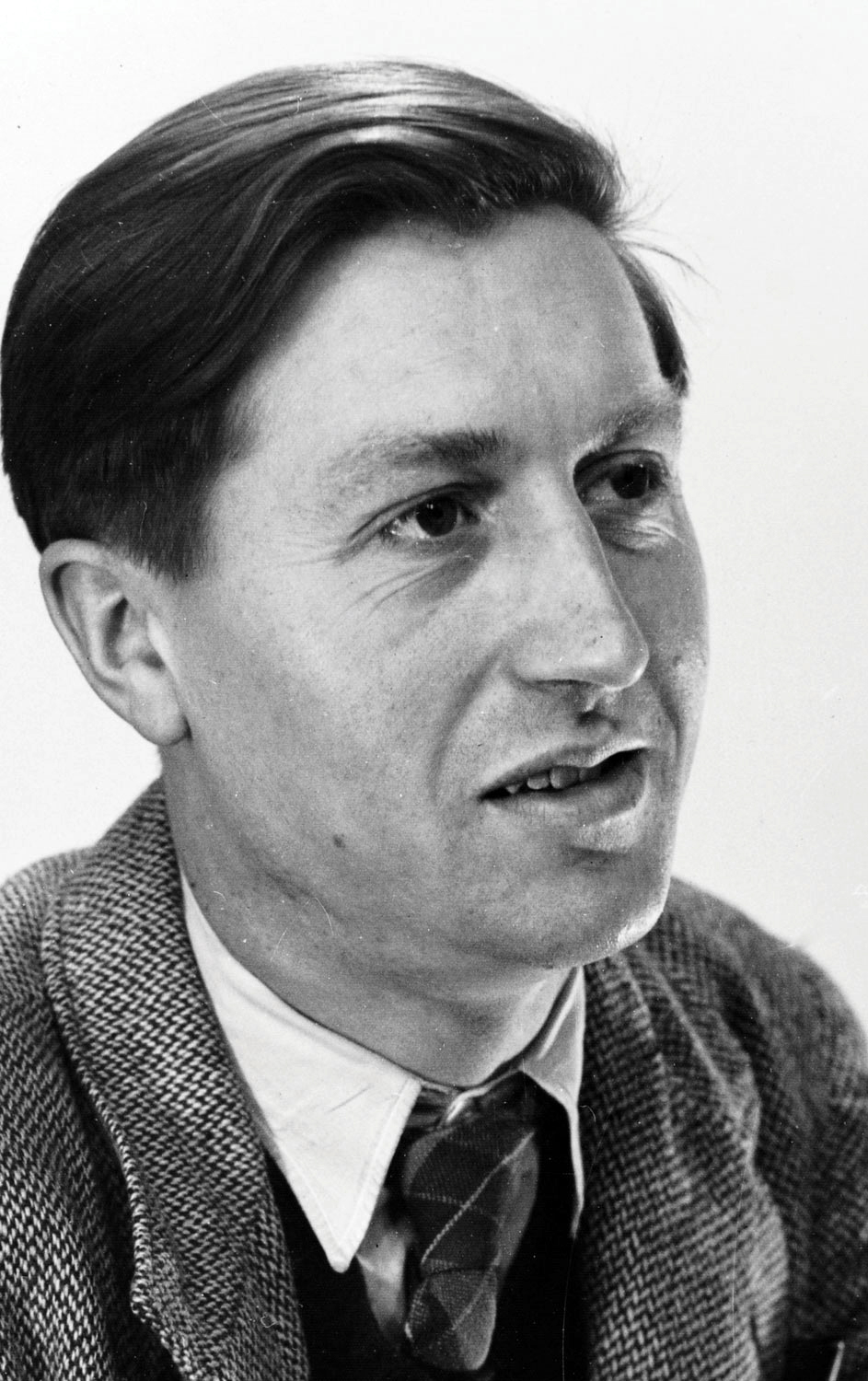
Anthony Trafford James
(1922–2006)

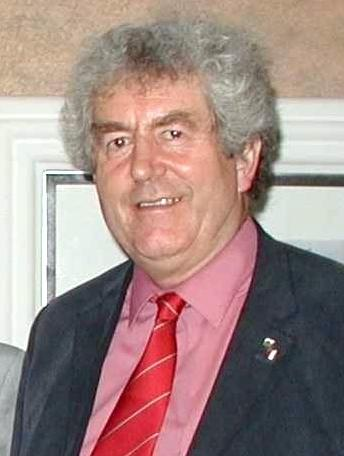
Rhodri Morgan
(1939–2017)

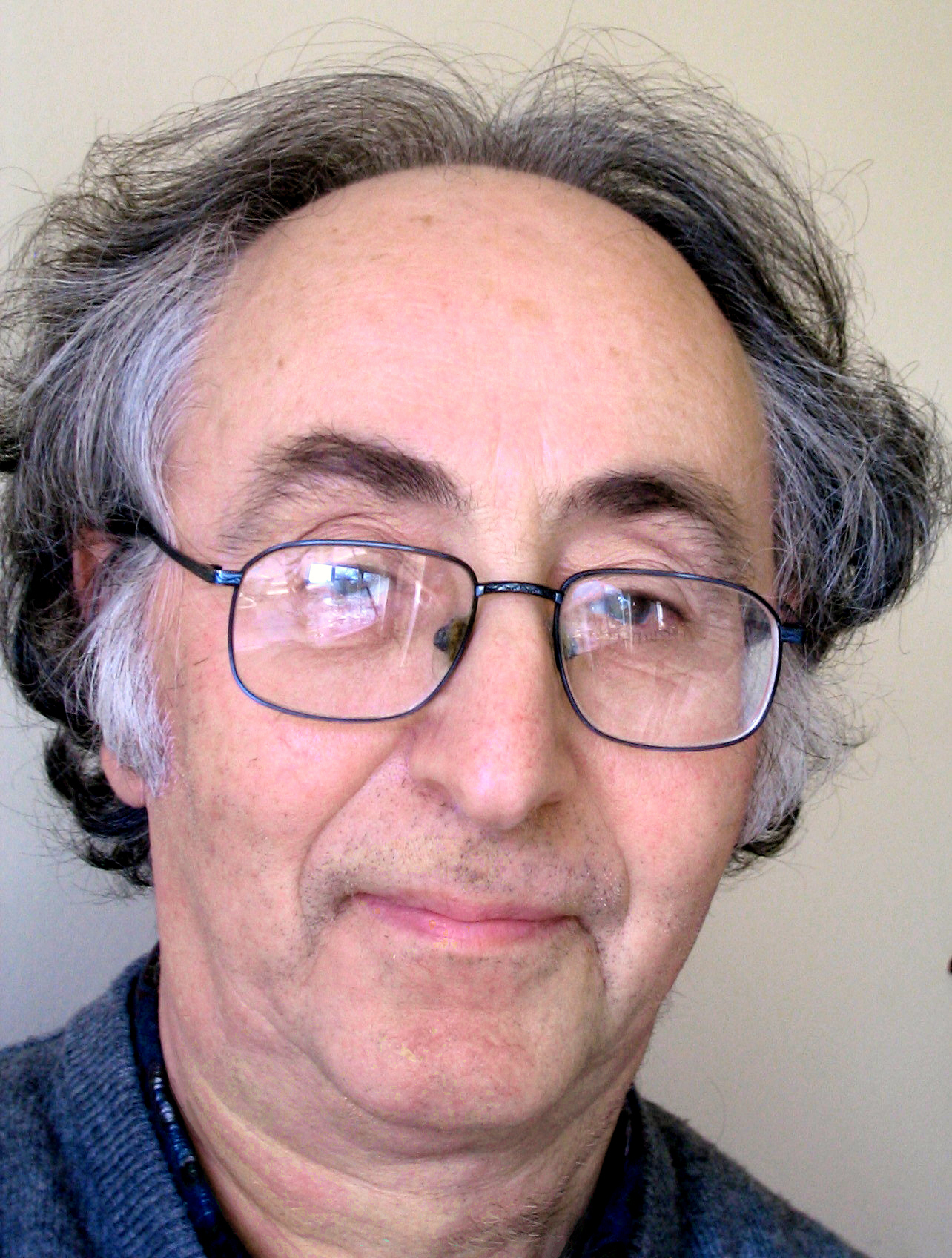
Brian David Josephson
(* 1940)

- Jim Sullivan (1903–1977), Rugby-League-Spieler
- Herbert Bowden (1905–1994), Politiker (Labour Party)
- Roy Evans (1909–1998), Tischtennisspieler und -funktionär
- Alec Templeton (1909–1963), Komponist und Pianist
- Merlyn Oliver Evans (1910–1973), Maler und Grafiker
- Valerie Davies (1912–2001), Schwimmerin
- Jim Alford (1913–2004), Mittelstreckenläufer
- Hugh Cudlipp, Baron Cudlipp (1913–1998), Journalist und Verlagsmanager
- Tessie O’Shea (1913–1995), Schauspielerin und Sängerin
- R. S. Thomas (1913–2000), Lyriker und Geistlicher
- John George Williams (1913–1997), Ornithologe
- Roald Dahl (1916–1990), Schriftsteller
- David Stanley Evans (1916–2004), Astronom
- Leo Abse (1917–2008), Anwalt, Politiker und Autor
- Ernest Walter (1919–1999), Cutter und Filmeditor
- Paul Dickson (1920–2011), Regisseur und Drehbuchautor
- Anthony Trafford James (1922–2006), Chemiker
- Dannie Abse (1923–2014), Schriftsteller und Dichter
- Eric Barnes (1924–2000), Mathematiker
- Douglas F. Brewer (1925–2018), Tieftemperaturphysiker
- Jean McFarlane, Baroness McFarlane of Llandaff (1926–2012), Krankenschwester und Politikerin
- Geoffrey Eglinton (1927–2016), Chemiker
- Greville Janner, Baron Janner of Braunstone (1928–2015), Politiker
- Selwyn Pemberton (1928–2005), Fußballspieler
- Bernice Rubens (1928–2004), Schriftstellerin
- Bobi Jones (1929–2017), Schriftsteller
- Brian Morris, Baron Morris of Castle Morris (1930–2001), Akademiker und Dichter
- Bill Meilen (1932–2006), Schauspieler, Drehbuchautor und Filmproduzent
- Ivor Richard (1932–2018), Politiker
- Colin Webster (1932–2001), Fußballspieler
- Michael Baxandall (1933–2008), Kunsthistoriker
- Norman Solomon (* 1933), Rabbiner, Dozent und Autor
- Colin Baker (1934–2021), Fußballspieler
- Billy Boston (* 1934), Rugby-League-Spieler
- Betty Campbell (1934–2017), Schulleiterin, Aktivistin und Kommunalpolitikerin
- Joe Erskine (1934–1990), Boxer
- Anna Kashfi (1934–2015), Filmschauspielerin
- David Marquand (1934–2024), Politikwissenschaftler und Politiker
- Graham Vearncombe (1934–1992), Fußballspieler
- Fred Hole (1935–2011), Artdirector
- Andrew Davies (* 1936), Schriftsteller und Drehbuchautor
- Shirley Bassey (* 1937), Sängerin
- John K. Davies (* 1937), Althistoriker und Archäologe
- Richard Marquand (1937–1987), Filmregisseur, Drehbuchautor und Filmproduzent
- Brian Vickers (* 1937), Anglist, Literaturwissenschaftler und Hochschullehrer
- John Mulhall (1938–2022), Turner
- Peter Temple-Morris, Baron Temple-Morris (1938–2018), Politiker (Conservative Party, später Labour Party)
- Richard Bond (1939–2011), Autorennfahrer
- Rhodri Morgan (1939–2017), Politiker der Labour Party
- David Broome (* 1940), Springreiter
- Brian David Josephson (* 1940), Physiker
- Peter Tate (* 1940), Schriftsteller und Journalist

#### 1941 bis 1950
- Robert D. Anderson (* 1942), Historiker

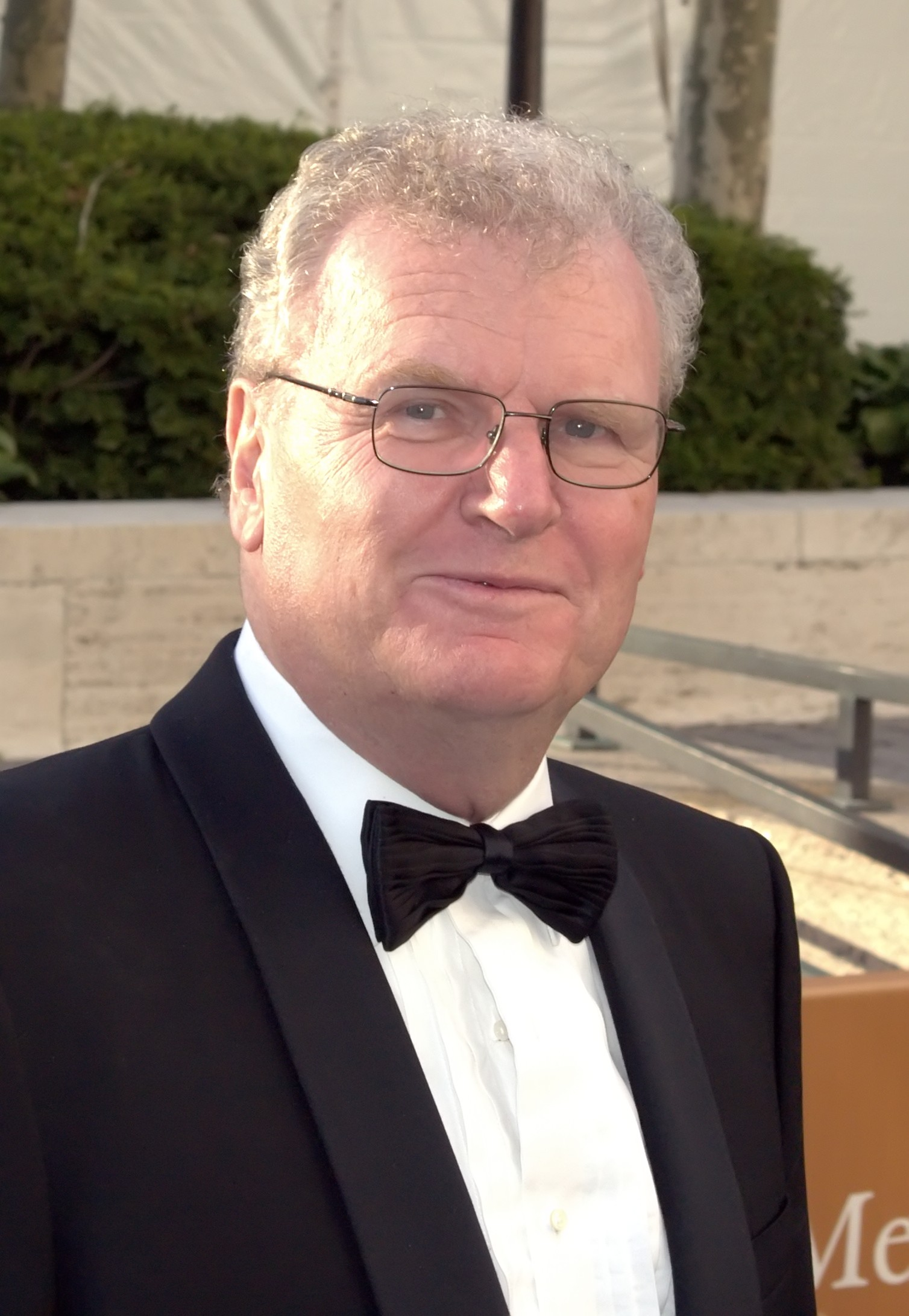
Howard Stringer
(* 1942)

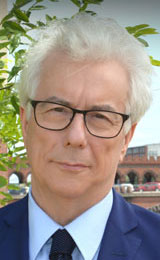
Ken Follett
(* 1949)

- Gil Reece (1942–2003), Fußballspieler
- Howard Stringer (* 1942), Manager
- Craig Thomas (1942–2011), Autor
- Iain Sinclair (* 1943), Schriftsteller und Filmemacher
- E. Brian Davies (1944–2025), Mathematiker
- Dave Edmunds (* 1944), Gitarrist und Sänger
- Michael German, Baron German (* 1945), Politiker (Liberal Democrats)
- Denise Goddard (1945–2023), Gerätturnerin
- Duncan Bush (1946–2017), Schriftsteller
- Rosemary Dorothy Moravec (1946–2013), Musikwissenschaftlerin, Autorin und Komponistin
- Gomer Edwin Evans (* 1947), Musiker und Komponist
- Peter Finch (* 1947), Schriftsteller
- Blue Weaver (* 1947), Keyboarder, Songwriter und Musikproduzent
- Graham Bool (1948–2010), Rollstuhlbasketballspieler und Fotograf
- Andy Fairweather Low (* 1948), Gitarrist und Sänger
- Shakin’ Stevens (* 1948), Rock-'n'-Roll-Sänger
- Ken Follett (* 1949), Schriftsteller
- Edward Hinds (* 1949), Physiker
- John S. Noyes (* 1949), Entomologe und Parasitologe
- Angharad Rees (1949–2012), Schauspielerin
- John Toshack (* 1949), Fußballspieler und -trainer
- J. P. R. Williams (1949–2024), Rugby-Union-Spieler
- Steve Barry (* 1950), Geher
- Martyn Woodroffe (* 1950), Schwimmer
- Terry Yorath (* 1950), Fußballspieler und -trainer

#### 1951 bis 1960
- Mary Fulbrook (* 1951), Historikerin

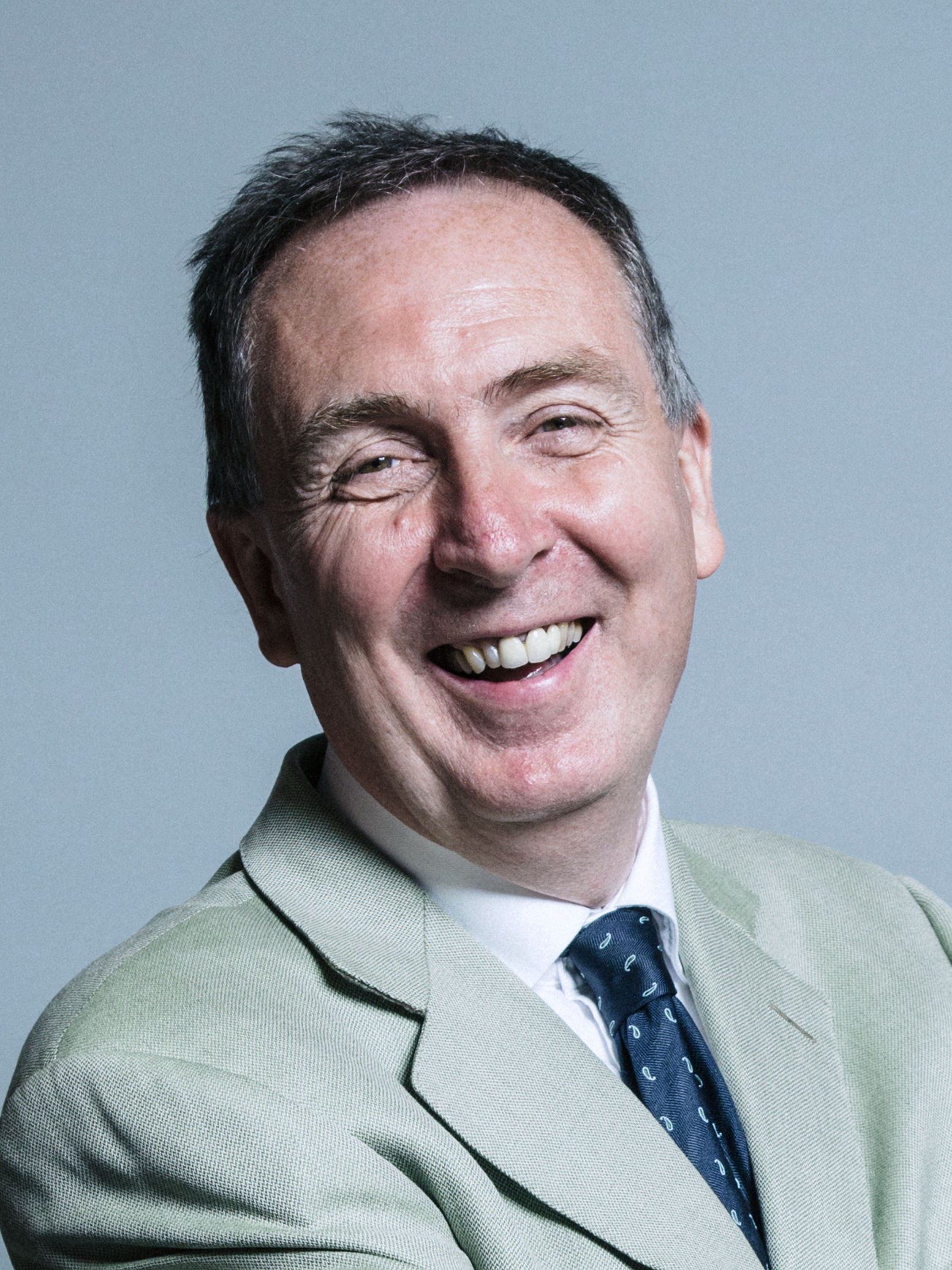
Nick Smith
(* 1960)

- Cheryl Gillan (1952–2021), Politikerin
- Peter Hamilton (* 1952), Radrennfahrer
- David Crouch (* 1953), Mittelalterhistoriker und Hochschullehrer
- Chris Hann (* 1953), Sozialanthropologe und Ethnologe
- Griff Rhys Jones (* 1953), Autor, Komiker, Schauspieler, Produzent und Regisseur
- Roger Matthews (* 1954), vorderasiatischer Archäologe
- Adam Phillips (* 1954), Psychoanalytiker
- Maggie Jones, Baroness Jones of Whitchurch (* 1955), Politikerin (Labour Party)
- Pino Palladino (* 1957), Bassist
- Ross Lovegrove (* 1958), Industriedesigner
- Merlin James (* 1960), Maler, Autor und Kritiker
- Jonathan Myerson (* 1960), Schriftsteller, Hörspiel- und Drehbuchautor, Journalist und ehemaliger Lokalpolitiker
- Nick Smith (* 1960), Politiker (Welsh Labour Party)

#### 1961 bis 1970
- Trezza Azzopardi (* 1961), Schriftstellerin

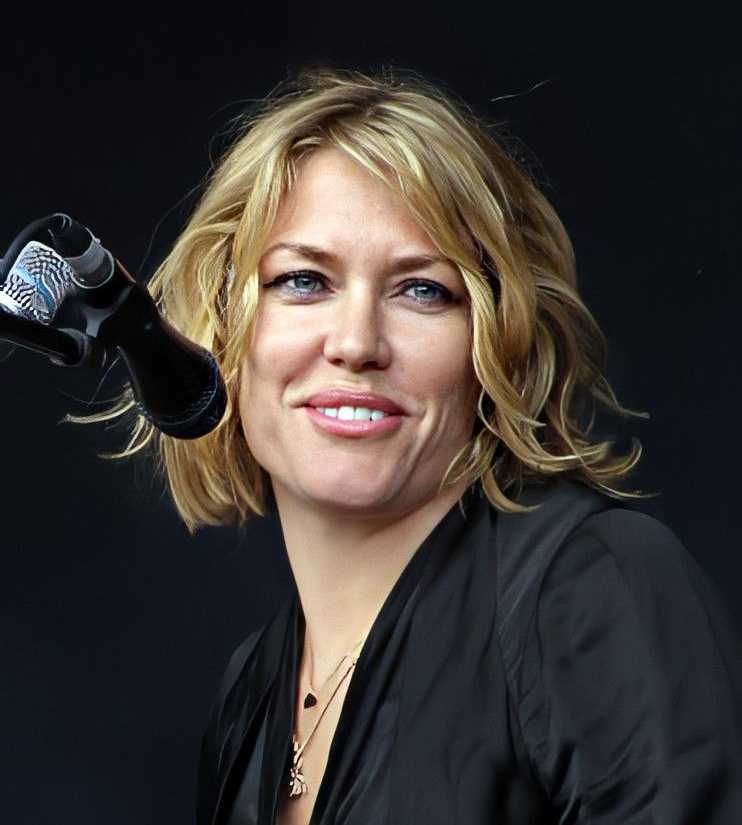
Cerys Matthews
(* 1969)

- Laura Ford (* 1961), Künstlerin und Bildhauerin
- Steve Paulding (* 1961), Radrennfahrer
- Carl Sentance (* 1961), Rockmusiker
- Chris Bryant (* 1962), Politiker (Labour Party)
- Peter Wingfield (* 1962), Schauspieler
- Ian Lougher (* 1963), Motorradrennfahrer
- Nigel Walker (* 1963), Leichtathlet und Rugby-Union-Spieler
- Rosemary Joshua (* 1964), Opernsängerin (Sopran)
- Ian Barker (* 1966), Regattasegler
- Sally Hodge (* 1966), Radrennfahrerin
- Andrew Hourmont (* 1966), Gründer, Geschäftsführer und kreativer Kopf der Blue Wings GmbH
- Nicky Piper (* 1966), US-amerikanischer Boxer im Halbschwergewicht
- Steve Robinson (* 1966), Boxer
- Colin Jackson (* 1967), Leichtathlet
- Bob Morgan (* 1967), Wasserspringer
- Eluned Morgan (* 1967), Politikerin, Prif Weinidog
- Mel Rees (1967–1993), Fußballspieler
- Jon Ronson (* 1967), Journalist, Autor und Dokumentarfilmer
- Abi Morgan (* 1968), Dramatikerin und Drehbuchautorin
- Tanni Grey-Thompson, Baroness Grey-Thompson (* 1969), Leichtathletin
- Andrew Howard (* 1969), Schauspieler
- Nigel Hurley (* 1969), Pianist und Organist
- Gareth Llewellyn (* 1969), Rugby-Union-Spieler
- Cerys Matthews (* 1969), Sängerin und Songwriterin
- Andy Bell (* 1970), Musiker

#### 1971 bis 1980
- Euros Lyn (* 1971), Regisseur
- Nathan Blake (* 1972), Fußballspieler
- Ryan Giggs (* 1973), Fußballspieler
- Ioan Gruffudd (* 1973), Schauspieler
- Donna Lewis (* 1973), Popsängerin

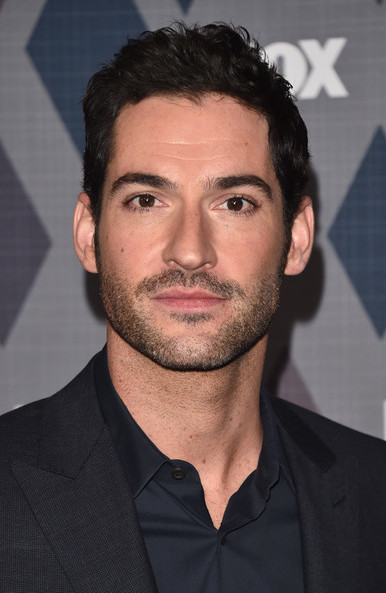
Tom Ellis
(* 1978)

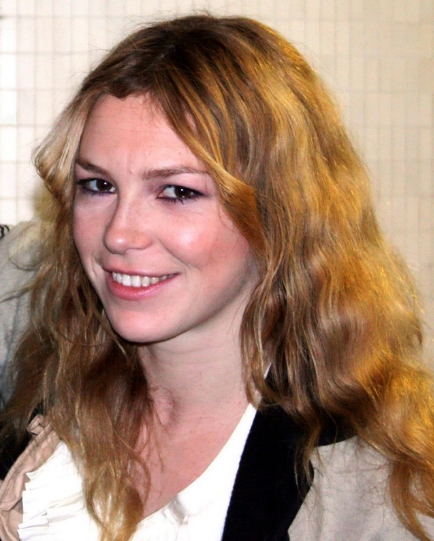
Honeysuckle Weeks
(* 1979)

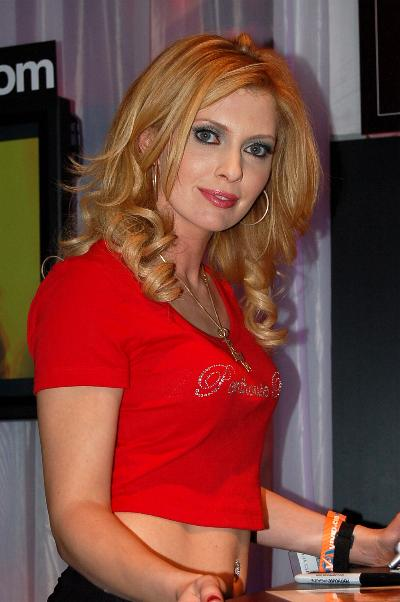
Kelle Marie
(* 1980)

- Barry Jones (* 1974), Boxer im Superfedergewicht
- Justin Kerrigan (* 1974), Drehbuchautor und Regisseur
- Matthew Rhys (* 1974), Schauspieler
- James Fox (* 1976), Sänger, Songschreiber, Pianist und Gitarrist
- Amanda Whiting (* 1976), Harfenistin
- Tom Ellis (* 1978), Schauspieler
- Craig Bellamy (* 1979), Fußballspieler
- High Contrast (* 1979), Drum-and-Bass-DJ und -Produzent
- Matthew Elias (* 1979), Hürdenläufer und Sprinter
- Stevie Lyle (* 1979), Eishockeytorwart
- Christian Malcolm (* 1979), Leichtathlet
- Honeysuckle Weeks (* 1979), Schauspielerin
- Katy Wix (* 1979), Schauspielerin
- Stephen Doughty (* 1980), Politiker (Labour Party)
- Leon Jeanne (* 1980), Fußballspieler
- Kelle Marie (* 1980), Model und Pornodarstellerin

#### 1981 bis 1990
- Timothy Benjamin (* 1982), Sprinter
- Phil Hill (* 1982), Eishockeyspieler
- Jonathan Phillips (* 1982), Eishockeyspieler

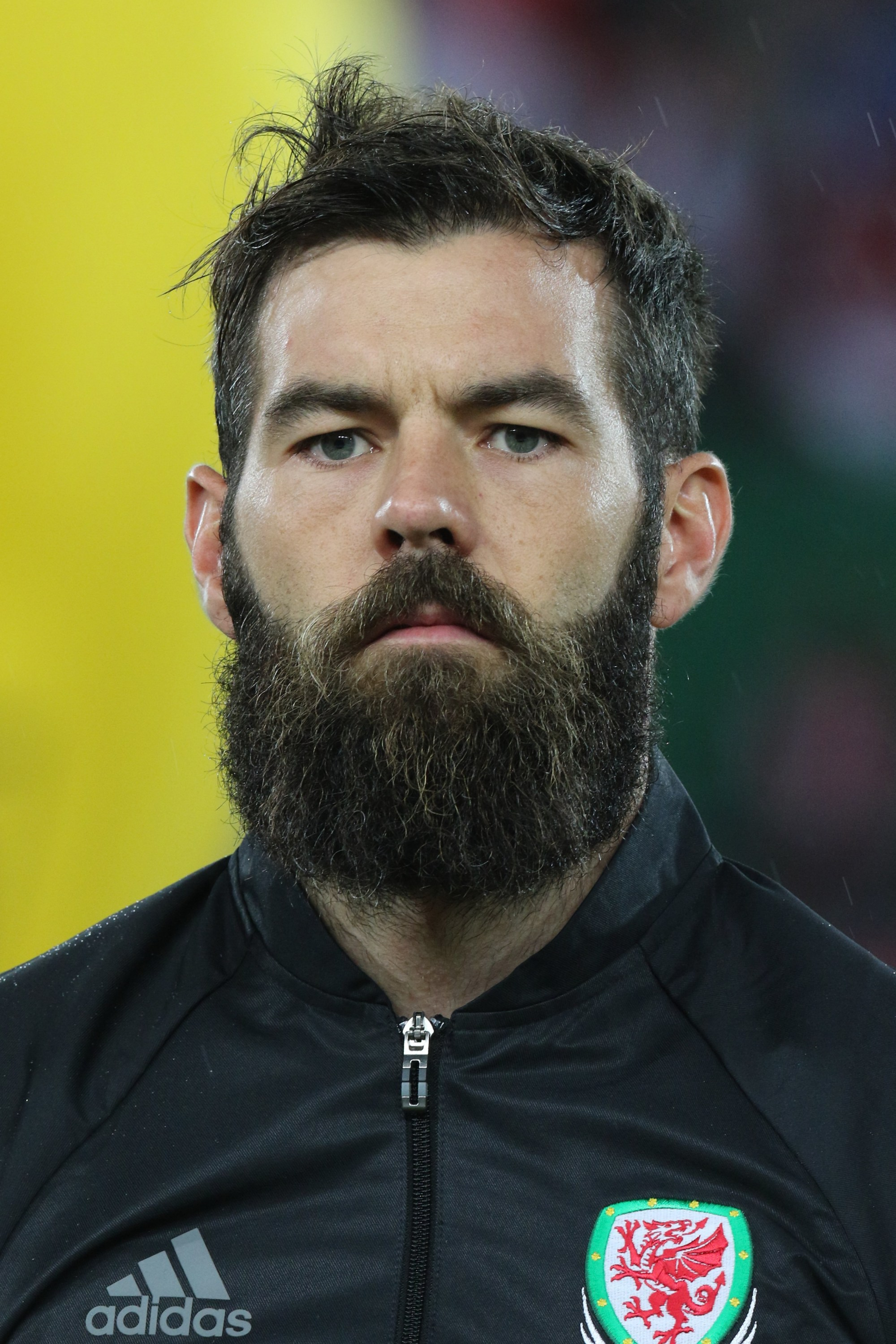
Joe Ledley
(* 1987)

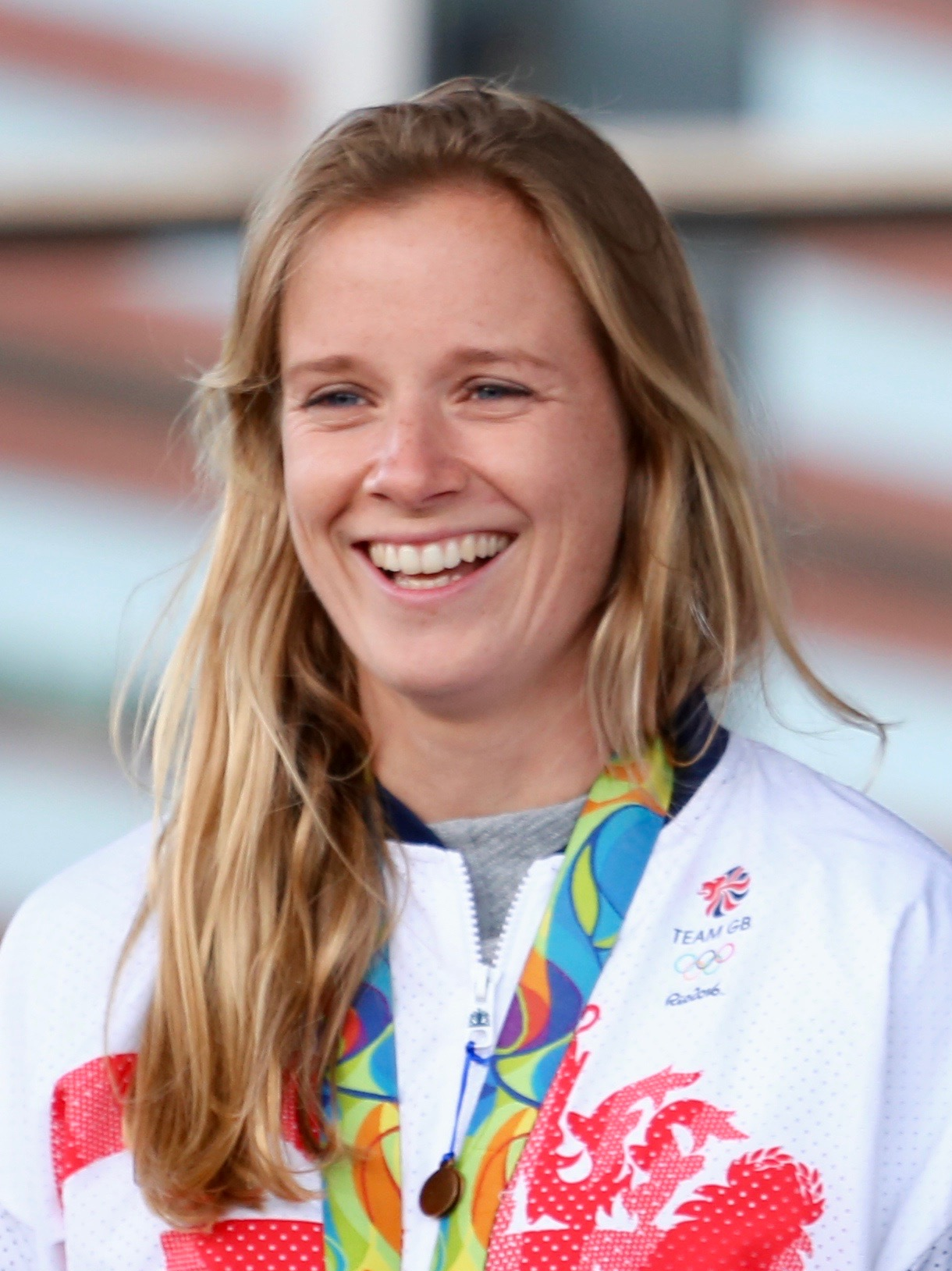
Hannah Mills
(* 1988)

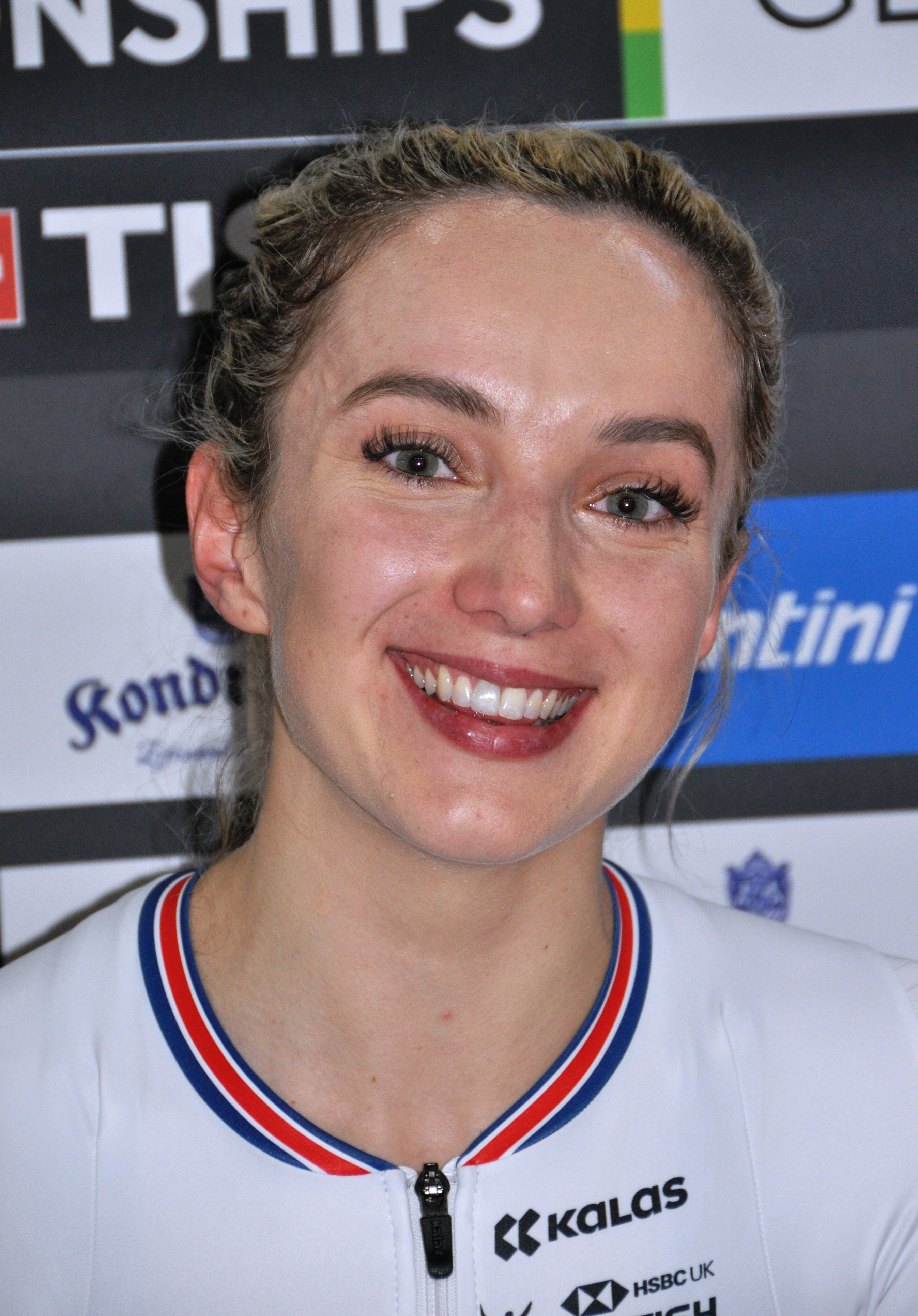
Elinor Barker
(* 1994)

- Nicky Robinson (* 1982), Rugby-Union-Spieler
- Robin Sowden-Taylor (* 1982), Rugby-Union-Spieler
- John Yapp (* 1983), Rugby-Union-Spieler
- Tom James (* 1984), Ruderer
- Matthew Myers (* 1984), Eishockeyspieler
- Jim Williams (* 1984), Dartspieler
- Rhys Williams (* 1984), Leichtathlet
- Chris Czekaj (* 1985), Rugby-Union-Spieler
- David Davies (* 1985), Schwimmer
- Stacey Gooding (* 1985), Squashspielerin
- Perdita Weeks (* 1985), Schauspielerin
- Charlotte Church (* 1986), Singer-Songwriterin, Schauspielerin und Moderatorin
- Hannah Daniel (* 1986), Schauspielerin[1]
- Geraint Thomas (* 1986), Bahn- und Straßenradrennfahrer
- David Cotterill (* 1987), Fußballspieler
- Jessica Fishlock (* 1987), Fußballspielerin
- Joe Ledley (* 1987), Fußballspieler
- Kayleigh Barton (* 1988), Fußballspielerin
- James Beaumont (* 1988), Film-, Theaterschauspieler und Synchronsprecher
- Hannah Mills (* 1988), Regattaseglerin
- Matthew Rowe (* 1988), Bahn- und Straßenradrennfahrer
- Andrew Selby (* 1988), Boxer
- Sam Warburton (* 1988), Rugby-Union-Spieler
- Gareth Bale (* 1989), Fußballspieler
- Carissa Turner (* 1989), Badmintonspielerin
- Tom Rhys Harries (* 1990), Schauspieler
- Sarah Jones (* 1990), Hockeyspielerin
- Luke Rowe (* 1990), Bahn- und Straßenradrennfahrer

#### 1991 bis 2000
- Joseph Cordina (* 1991), Boxer
- Ben Davies (* 1991), Eishockeyspieler
- Fred Evans (* 1991), Boxer
- Mark Andrews (* 1992), Wrestler
- Kishan Hirani (* 1992), Snookerspieler
- Dean Reynolds (* 1992), Dartspieler
- Sarah Thomas (* 1992), Badmintonspielerin
- Jacob Ifan (* 1993), Schauspieler
- Elinor Barker (* 1994), Radsportlerin
- Wes Burns (* 1994), Fußballspieler
- Tom Lockyer (* 1994), Fußballspieler
- David Morgan (* 1994), australischer Schwimmer
- Matthew Parry (* 1994), Automobilrennfahrer
- Nathan Walker (* 1994), australischer Eishockeyspieler
- Anna Morris (* 1995), Radsportlerin
- Emyr Evans (* 1996), Squashspieler
- Tom James (* 1996), Fußballspieler
- Megan Barker (* 1997), Radsportlerin
- Regan Poole (* 1998), Fußballspieler
- Ben Cabango (* 2000), Fußballspieler
- Ella Powell (* 2000), Fußballspielerin

### 21. Jahrhundert
- Niels McDonald (* 2008), deutscher Tennisspieler